# Griseus
Griseus — дебютный студийный альбом австралийского атмосферик-блэк-метал-проекта Aquilus, самостоятельно выпущенный 21 декабря 2011 года. В 2013 году лейблом Blood Music альбом был переиздан на виниле. После своего выхода альбом не привлёк большого внимания, но несмотря на это получил восторженные отзывы музыкальных критиков.

## Об альбоме
Журнал Alternative Press поместил этот альбом в свой список «8 неизвестных альбомов, заслуживающих большей любви», а рецензент Metal Injection Лорин Мерсер назвала альбом одним из самых недооценённых шедевров XXI века. Критики высоко оценили сочетание блэк-металлических бластбитов и скриминга с минималистическими фортепианными фрагментами, симфоническими аранжировками и фолк-мотивами. Альбом был также крайне высоко оценён фанатами жанра — на сайте Metal Storm альбом занимает первое место в рейтинге лучших альбомов 2011 года, второе место в списке лучших альбомов десятилетия и 72 место среди метал-альбомов за все времена.
| Оценки критиков  | Оценки критиков |
| Источник         | Оценка          |
| ---------------- | --------------- |
| Sputnikmusic     | [ 8 ]           |
| No Clean Singing | [ 9 ]           |
| Rock Hard        | [ 10 ]          |
| Metal Injection  | без оценки      |

## Список композиций
| №                   | Название            | Длительность |
| ------------------- | ------------------- | ------------ |
| 1.                  | «Nihil»             | 14:00        |
| 2.                  | «Loss»              | 9:05         |
| 3.                  | «Smokefall»         | 7:00         |
| 4.                  | «In Lands Of Ashes» | 11:55        |
| 5.                  | «Latent Thistle»    | 5:35         |
| 6.                  | «Arboreal Sleep»    | 8:30         |
| 7.                  | «The Fawn»          | 6:20         |
| 8.                  | «Night Bell»        | 17:30        |
| Общая длительность: | Общая длительность: | 79:57        |

## Участники записи
- Гораций «Waldorf» Розенквист — вокал, гитары, бас-гитара, ударные, клавишные